# El Rec d'Igualada
El Rec d'Igualada és un petit canal d'aigua que recorre la ciutat d'Igualada transversalment, paral·lel al curs del riu Anoia, una mica més elevat que aquest, creuant d'est a oest l'antic barri industrial d'Igualada per la seva banda sud.
Amb una llargada de 3.049 metres, s'abasteix d'aigua del riu Anoia mitjançant una resclosa construïda al Molí Nou, i acaba tornant al mateix riu, on hi ha una gran bassa coneguda com a Molí de l'Alert. L'amplada i fondària del rec va oscil·lant, sent la primera entre 90 i 140 cm, i la segona, entre 80 cm i 3 metres, depenent del tram. Inicialment, aquesta séquia estava excavada a terra sense cap mena de recobriment, i s'utilitzava per regular i distribuir l'aigua per al rec de les hortes i accionar els molins fariners. No se sap quan es va recobrir d'obra, però hi ha constància que al segle xviii ja hi havia les parets laterals i el llit estava format per lloses.

## Història
Segons el llibre Història d'Igualada de Mn. Joan Segura, la primera referència de l'existència del rec és de 1212, però el document més antic que s'ha trobat i que es relaciona amb el rec és de l'any 1187. Aquest document és una donació perpètua que realitzen Guillem de Claramunt, senyor d'Òdena, i Guillem, vescomte de Cardona, al monestir de Sant Cugat del Vallès, de la presa i l'aprofitament de l'aigua del riu Anoia per regar i construir-hi molins.
Els abats de Sant Cugat i el rei Jaume I el Conqueridor formen part d'una comunitat en què la propietat del rec els pertany en parts qualitativament iguals, des de 1233 fins a 1377, any en què el rei Pere III el Cerimoniós cedí la part reial del rec d'Igualada als senyors de Montbui i als seus successors a canvi del manteniment del cabal de l'aigua i la neteja de la canalització. Tanmateix, aquesta cessió no va quedar confirmada fins a l'any 1436. A partir de l'any 1765 només apareix com a senyor del rec i del molí, el comte de Plasència, successor dels de Montbui, cosa que indicaria que, en un moment indeterminat, els barons del terme de Montbui aconseguiren la plena possessió del curs de l'aigua i del molí. Fou l'any 1859 quan es van vendre el rec i l'antic molí de l'Abadia i van passar a ser de propietat privada.

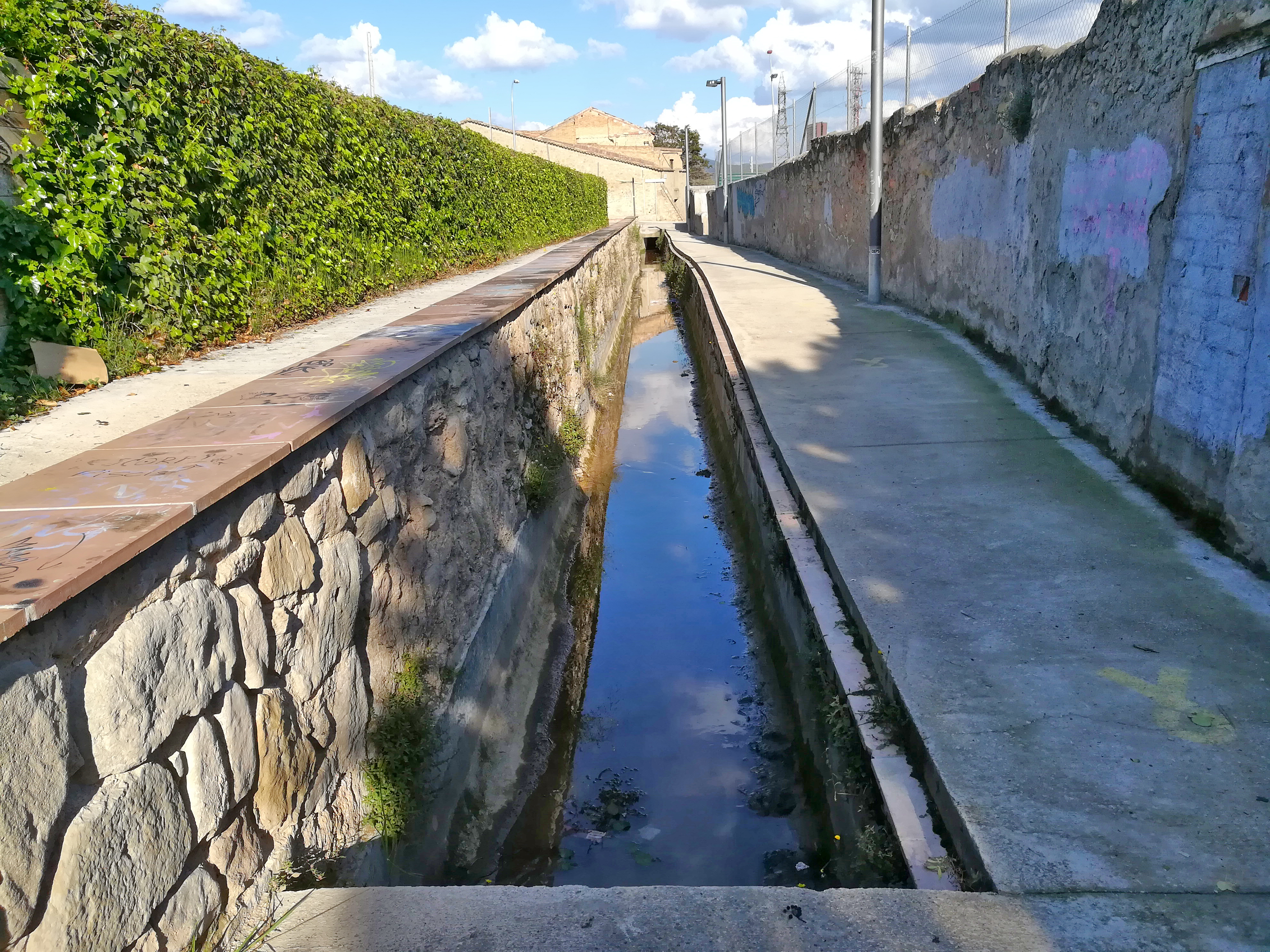
El Rec d'Igualada, amb Cal Granotes al fons

Durant la Guerra Civil, s'ensorrà part de l'edifici del molí arran d'un bombardeig, obligant que el propietari hagués de demanar un crèdit per a la reconstrucció, però l'any 1947, arruïnat, decidí emigrar a Amèrica sense haver-lo retornat. D'aquesta manera, la propietat va passar a mans de l'Instituto de Crédito para la Reconstrucción Nacional. L'any 1958, Pere Bertran Rebollo d'Igualada comprà en pública subhasta el molí fariner, la resclosa i el rec al Instituto de Crédito para la Recontrucción Nacional, i cedí gratuïtament a l'Ajuntament d'Igualada la resclosa i el rec, així com els drets de l'aigua.
A causa de la modernització de les canalitzacions de l'aigua i de la indústria, l'ús del rec ja era testimonial. Tanmateix, el barri industrial que va sorgir al seu voltant temps enrere va seguir creixent canviant el seu entorn. Després d'un llarg període de bonança econòmica i industrial, tot i el reconeixement dels productes de pell elaborats a Igualada, la indústria entrà en recessió i van començar a tancar aquestes fàbriques que s'havien instal·lat al seu entorn. Això va provocar que el rec es comencés a omplir de fàbriques abandonades.
L'any 2006, l'ajuntament d'Igualada va iniciar l'elaboració d'un nou Pla d'Ordenació Urbanística Municipal, d'ara endavant POUM, en què s'incloïa la transformació del Rec per generar un nou barri d'activitats productives avançades i terciàries. Contrària a l'aprovació d'aquest nou pla urbanístic, l'any 2009 es va constituir formalment l'associació Amics del Rec d'Igualada, que al seu entendre oblidava la personalitat de la zona com a conjunt històric.
El novembre de l'any 2009, amb l'objectiu de salvar i donar a conèixer aquesta zona pràcticament abandonada de la ciutat, sis igualadins van crear Experimental Stores. Es tracta de convertir les velles adoberies en desús en botigues efímeres de moda, música i gastronomia, que durant 3 o 4 dies ofereixen el seus productes amb grans descomptes. Amb una regularitat de dos cops l'any, el 2017 superà els 130.000 visitants per edició i és la concentració de pop up stores més gran d'Europa.
A inicis de 2010 es va retirar el POUM d'Igualada per l'oposició generalitzada de la majoria dels grups municipals i de diverses entitats que, entre d'altres motius, qüestionaven les propostes de transformació al barri del Rec. L'octubre de 2016 l'Ajuntament d'Igualada juntament amb l'Institut d'Arquitectura Avançada de Catalunya (IAAC) i amb la col·laboració del Col·legi d'Arquitectes de Catalunya, va iniciar un ambiciós procés participatiu que té com a objectiu decidir el futur del barri. Es varen presentar 48 projectes, dels quals se'n seleccionaren 15 el febrer del 2017. El divendres 21 de juliol d'aquest mateix any es decideixen els tres projectes guanyadors a l'Adoberia Bella, on es va reunir el jurat.

## El Rec i la indústria
El rec, documentat al segle xiii, recull l'aigua del riu Anoia per mitjà d'una resclosa i originàriament feia funcionar molins fariners i d'altres de cereals. Al mateix temps, era utilitzat per les hortes que hi havia ubicades entre el rec i el riu.
Tot i que la col·locació de la indústria adobera en aquesta zona és difícil de datar, es creu que entre els segles xviii i xix, els adobers d'Igualada van abandonar el clos de les muralles medievals i s'establiren a frec del rec.
Aquest canvi d'ubicació va venir donat per la necessitat de buscar un cabal d'aigua més abundant, ja que la demanda del seu producte anava en augment (cal remarcar que Igualada va arribar ser la segona ciutat d'Europa en exportació de pell), i va ser afavorit pels constants litigis amb les autoritats, a causa de la insalubritat de l'ofici i les protestes dels veïns, per la brutícia i les males olors.
Per tal de poder aprofitar l'aigua del rec, les adoberies es construïen a tocar del canal, per fer-la entrar a les seves instal·lacions. Tots aquests canvis varen comportar un canvi a la fisonomia d'aquest paratge, dotant-lo d'una arquitectura preindustrial molt característica. Les façanes d'aquestes noves construccions estan reforçades per contraforts que tenen un arc a la part baixa a través dels quals passa l'aigua del rec.
També s'hi va instal·lar la indústria tèxtil cotonera, que va desenvolupar-se extraordinàriament en aquella època. Arran de tots aquests canvis, s´hi van instal·lar fàbriques de cola i de gelatina, que aprofitaven els subproductes de la indústria adobera.

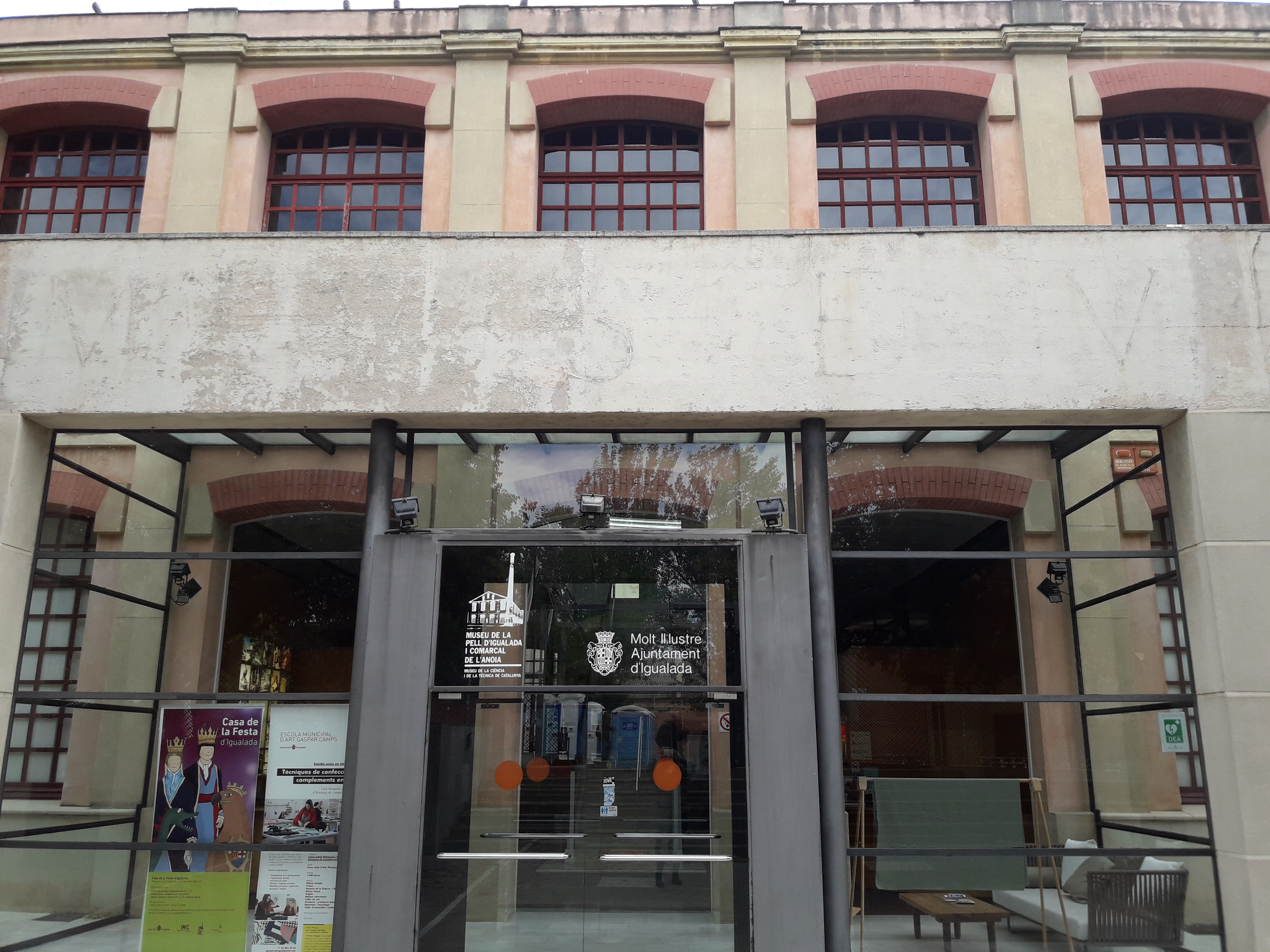
Museu de la Pell d'Igualada

Avui en dia podem trobar algunes adoberies al barri del Rec, la més famosa de les quals és Cal Granotes, antiga adoberia del segle xviii rehabilitada l'any 1990. És un edifici patrimonial situat a pocs metres de Cal Boyer, seu central del Museu de la Pell d'Igualada. Cal Boyer constitueix un exemple de fàbrica cotonera de finals del segle xix.

## Elements característics
La resclosa
És un mur fet al riu per alçar el nivell de l'aigua del riu Anoia i desviar-la del seu llit cap al canal del rec.
La comporta
Mecanisme que permet regular el pas de l'aigua cap el canal.
La boixarrera
És un forat rodó practicat a les parets del canal que permet als usuaris del rec disposar de la l'aigua.
La boixa o tatxot
Tros de fusta rodó o lleugerament cilíndric recobert de teixit de sac que s'utilitza per tapar la boixarrera.
Tanca i cadenat
A part de la boixa, l'obertura queda tancada per la part del canal per una planxa de ferro que es desplaça verticalment i es fixa amb un cadenat. Les claus del cadenat les guarda el vigilant del rec, com a mesura de seguretat en èpoques de sequera, regulant la quantitat d'aigua que pertoca a cada usuari.
Dipòsits elevats
A la part inicial del rec, les hortes estaven instal·lades més enlaire del llit del rec. Per poder utilitzar l'aigua, es construïen damunt del rec uns dipòsits. Aquests dipòsits s'omplien manualment pels pagesos amb un cossiol.
Bagant
És el sistema que permet buidar part del rec per netejar-lo o fer-hi reformes. Es tracta d'unes comportes situades aproximadament cada 500 metres, on el llit del rec s'enfonsa formant un gran clot i per on l'aigua va directament al riu a través d'una claveguera connectada al rec per un forat. També s'utilitzen per controlar el cabal del rec en cas de tempesta o rierades.